# Tranen
Tranen (Grus) er et stjernebillede på den sydlige himmelkugle.